# Finanzkontrolle Schwarzarbeit der Bundeszollverwaltung
Die Finanzkontrolle Schwarzarbeit (FKS) ist eine Arbeitseinheit des deutschen Zolls mit einem festgesetzten Personalbedarf auf der Ortsebene von ca. 9.000 AK. Bis zum Jahre 2029 ist ein durch Stellenzulauf gedeckte Steigerung des Personalbedarfs der Ortsebene bis zu 11.500 AK geplant.

## Aufgabe
Hauptaufgabe der FKS ist die Bekämpfung von Schwarzarbeit und der illegalen Beschäftigung. Die gesetzlichen Grundlagen ergeben sich vor allem aus dem Gesetz zur Bekämpfung der Schwarzarbeit und illegalen Beschäftigung (Schwarzarbeitsbekämpfungsgesetz – SchwarzArbG).
Die FKS prüft nach § 2 Abs. 1 S. 1 SchwarzArbG die Einhaltung sozialversicherungsrechtlicher Bestimmungen, namentlich ob
- die sozialversicherungsrechtlichen Meldepflichten nach § 28a SGB IV erfüllt werden,
- den unrechtmäßigen Bezug von Sozialleistungen nach dem SGB II und SGB III,
- die Angaben des Arbeitgebers (Einkommensbescheinigung), die für Bürgergeld (Leistungen nach dem SGB II) und Arbeitslosengeld I (Leistungen nach dem SGB III) erheblich sind, zutreffend bescheinigt wurden,
- Ausländer illegal beschäftigt werden,
- Arbeitsbedingungen nach Maßgabe des Arbeitnehmer-Entsendegesetzes (AEntG), des Arbeitnehmerüberlassungsgesetzes (AÜG) und des Mindestlohngesetzes (MiLoG) eingehalten werden,
- ausbeuterische Arbeitsbedingungen vorliegen,
- Arbeitskraft im öffentlichen Raum entgegen § 5a SchwarzArbG angeboten oder nachgefragt wird/wurde, so genannte „Tagelöhner“
- steuerlichen Pflichten i. S. d. § 1 Abs. 2 S. 1 Nr. 2 SchwarzArbG (Zu steuerlichen Prüfungen ist die FKS nur in Rahmen in Verbindung mit Dienst- und Werkleistungen ergebenden steuerlichen Pflichten befugt. Die FKS ist nur insoweit prüfungsberechtigt, wie dies notwendig ist, um die Landesfinanzbehörden im Rahmen von § 6 Abs. 1 SchwarzArbG zu unterrichten. Die Prüfung der Erfüllung steuerlicher Pflichten obliegt den zuständigen Landesfinanzbehörden.)
- Mitwirkungspflicht der Kindergeldempfänger.

In mittlerweile allen Bundesländern haben die Zollvollzugsbediensteten (ZVB), denen der Gebrauch von Schusswaffen bei Anwendung des unmittelbaren Zwanges gestattet ist, zudem eine polizeiliche Eilzuständigkeit. Dies bedeutet, dass bei einer erheblichen gegenwärtigen Gefahr oder zu Zwecken der Strafverfolgung außerhalb der zöllnerischen Zuständigkeit, alle erforderlichen polizeilichen Maßnahmen getroffen werden können, wenn die sonst zuständige Polizeibehörde nicht rechtzeitig vor Ort sein kann (§ 12d ZollVG i. V. m. dem jeweiligen Polizeigesetz des Bundeslandes).
Für die Erfüllung ihrer Aufgaben nach dem Schwarzarbeitsbekämpfungsgesetz hat die FKS Zugriff auf verschiedene Auskunftssysteme, u. a.:
- INPOL-Zoll
- POLAS (polizeiliches Auskunftssystem des jeweiligen Bundeslandes, schriftlich)
- INZOLL (Informationssystem des deutschen Zolls)
- Ausländerzentralregister (AZR, automatisiert)
- Meldedateien der Einwohnermeldeämter (EWO-Online, automatisiert)
- Kfz-Halter-Auskünfte beim Kraftfahrtbundesamt (ZEVIS, EUCARIS)
- Bundeszentralregister (automatisiert)
- Gewerbezentralregister (schriftlich)
- Bankauskünfte (schriftlich)
- automatisierte Internetauskünfte vom Rentenversicherungsträger hinsichtlich aller sozialversicherungsrechtlich angemeldeten Beschäftigungen eines von der Prüfung Betroffenen (DRV-Web, automatisiert)
- Auskünfte aus Steuerakten der Finanzämter (Anwendungserlass zu § 31a Abgabenordnung, schriftlich)
- Leistungsakten der Bundesagentur für Arbeit (IT-Fachverfahren DazZ-BA, automatisiert)

Für die Aufgaben nach dem Schwarzarbeitsbekämpfungsgesetz haben die Behörden der Zollverwaltung die Rechte und Pflichten wie Beamte des Polizeidienstes nach der Strafprozessordnung und den Status von Ermittlungspersonen der Staatsanwaltschaft (§ 14 Abs. 1 S. 1 SchwarzArbG). 
Im Rahmen des Prüfverfahrens sowie des Ermittlungsverfahrens arbeiten sie u. a. eng mit der Staatsanwaltschaft, der Polizei sowie der Bundespolizei zusammen (§§ 2 Abs. 4, 6 Abs. 1 SchwarzArbG). Für Ordnungswidrigkeiten-Tatbestände nach dem Schwarzarbeitsbekämpfungsgesetz, dem Arbeitnehmerentsendegesetz, dem Arbeitnehmer-Überlassungsgesetz und teils auch nach dem SGB II und SGB III hat das örtliche Hauptzollamt - Sachgebiet F - Ahndung (Fachgebiet 1) den Status der Verwaltungsbehörde nach dem Gesetz über Ordnungswidrigkeiten (OWiG) inne: 
- Dienst- und Werkleistungen: § 12 Abs. 1 Nr. 4 SchwarzArbG,
- Bürgergeld: § 63 Abs. 1 Nr. 6 u. 7, 64 § 64 Abs. 2 Nr. 2 Buchstabe b) SGB II,
- Arbeitslosengeld I: § 404, § 405 Abs. 1 Nr. 1 u. 3 SGB III.

Um unter anderem der Bekämpfung der organisierten Kriminalität in Form von illegaler Ausländerbeschäftigung, der Bekämpfung der Einschleusung von Ausländern in bundesdeutsches Gebiet, Ausbeutung von Arbeitskraft sowie letztlich auch Verfolgung des unrechtmäßig erhaltenen Leistungen der Sozialhilfeträger gerecht zu werden, besuchen die Zollbeamten und -angestellten regelmäßig verschiedene Fortbildungen beim BWZ. Auf ihre vielfältigen Aufgaben werden die Zollbeamten der Finanzkontrolle Schwarzarbeit in mehrwöchigen Ausbildungslehrgängen vorbereitet.

## Aufbau

Ärmelabzeichen auf der ehemaligen grünen Dienstkleidung

Zuständig für die fachliche Koordination der FKS ist die Generalzolldirektion Direktion VII – Finanzkontrolle Schwarzarbeit mit Hauptsitz in Köln.
Fachlich untergeordnet sind die Sachgebiete E und F - Fachgebiete 1 der 41 Hauptzollämter mit FKS-Sachgebieten.
Das Sachgebiet E ist für Prüfungen, Ermittlungen und diese Ermittlungen unterstützende Leistungen zuständig und das Sachgebiet F - Fachgebiet 1 bzw. die jeweils zuständige Staatsanwaltschaft für die Ahndung von festgestellten Verstößen.

### Ahndung
Das Sachgebiet F - Fachgebiet 1 ist für die Ahndung von Ordnungswidrigkeiten zuständig. Die Ahndung von Straftaten erfolgt als „kleine Staatsanwaltschaft“ (§ 14b Abs. 1 SchwarzArbG) in Abstimmung mit der originär zuständigen Staatsanwaltschaft (siehe auch Gesetz gegen illegale Beschäftigung und Sozialleistungsmissbrauch).

### Prüfungen und Ermittlungen
Im Sachgebiet E sind ca. 80 % der Beschäftigten der FKS eingesetzt. Hauptaufgaben sind unter anderem die Prüfung von Arbeitgebern, die Prävention, die Bearbeitung von Hinweisen z. B. aus der Bevölkerung oder von Sozialversicherungsträgern und die Ermittlung von Verstößen.

#### Digitale Forensik
Im Fachbereich 3, organisierte Kriminalität, werden zudem Zollbeamte und -angestellten sowie Verwaltungsinformatiker eingesetzt, welche sich auf die Sicherung und anschließende Auswertung von beschlagnahmter IT-Technik (insbesondere PCs, Notebooks, USB-Sticks) spezialisiert haben. Die Sicherung und anschließende Auswertung solcher Speichermedien hat eine große Bedeutung in einem Strafverfahren, denn nahezu in jedem Haushalt ist mit entsprechender IT-Technik zu rechnen. Gerade auf Firmen-Computern oder Firmen-Servern können sich beweiserhebliche Daten befinden. Hinzu kommt die immer umfangreichere Auswertung von sichergestellten oder beschlagnahmten Handys (Smartphones und Tablets). Die Spezialausbildung wird zentral im Bildungs- und Wissenschaftszentrum der Bundeszollverwaltung in Sigmaringen und Lehnin sowie Münster durchgeführt.

#### Vermögensabschöpfende Maßnahmen VAM
In diesem Arbeitsgebiet des Sachgebietes E arbeiten speziell ausgebildete Ermittler, die im Laufe des Strafverfahrens illegal erlangtes Vermögen des Beschuldigten aufspüren und beschlagnahmen, um den Strafanspruch des Staates sicherzustellen. Auch dieses Arbeitsgebiet gehört zum Fachbereich 3.

#### Prävention
Beamte und Angestellte, welche dem Bürger gegenüber meist als uniformierte Zollbeamte in Erscheinung treten und in Streifenfahrzeugen unterwegs sind, leisten sog. Präventionstätigkeit. Anlassbezogen kommt es auch vor, dass diese in Zivil auftreten können. Ihre Tätigkeit erfolgt auch außerhalb der üblichen Bürodienstzeiten oder an Wochenenden.
Aufgabe ist die Präsenz der Finanzkontrolle Schwarzarbeit zu stärken sowie die Schaffung eines Unrechtsbewusstsein bei der Bevölkerung im Hinblick auf Schwarzarbeit und illegale Beschäftigung. Außerdem werden Hinweise bzw. Anzeigen bzgl. Verdachtsfällen von Schwarzarbeit und illegaler Beschäftigung vor Ort überprüft. Die Prüfungen erstrecken sich von der Erfassung der angetroffenen Personen am Arbeitsplatz mit eingehender Befragung zu ihrem Beschäftigungsverhältnis bis hin zu der Überprüfung der Geschäftsunterlagen des jeweiligen Arbeitgebers.

## Bewaffnung der ZVB der FKS
Die Beamten der Sachgebiete E – Prüfungen/Ermittlungen/Prävention sind aufgrund ihrer Gefährdungslage bei Ausübung ihrer Dienstgeschäfte bzw. Amtsaufgaben wie z. B.
- Vernehmungen eines Beschuldigten/Betroffenen
- Vollstreckung eines Durchsuchungsbeschlusses
- Festnahmen
- Vollstreckung eines Haftbefehls

bewaffnet. 
Dienstwaffe ist die HK P30 V6 Zoll (Hersteller Heckler & Koch). Zusätzlich sind die Beamten mit einem Reizstoffsprühgerät ausgerüstet, um Angriffe u. Ä. im Rahmen der gesetzlichen Bestimmungen geeignet abwehren zu können.
Weitere Einsatzmittel sind Handfesseln und das Motorola-Funkgerät für die Nutzung des BOS-Digitalfunknetzes über die digitalen Sprechfunkzentralen der Zollverwaltung.
Der Arbeitsbereich Ahndung wurde nicht bewaffnet, da die Aufgaben grundsätzlich im Innendienst wahrgenommen werden.

## Anzeigenerstattung
Anzeigen hinsichtlich Schwarzarbeit und illegaler Beschäftigung können bei jeder Zolldienststelle oder Polizeibehörde erstattet werden. Die örtlich zuständige Zolldienststelle kann über das Internetportal der Zollverwaltung ermittelt werden. Gegebenenfalls wird die Anzeige weitergeleitet. 
Die Generalzolldirektion Direktion VII – Finanzkontrolle Schwarzarbeit nimmt ebenfalls Hinweise entgegen und leitet diese an das örtlich zuständige HZA weiter.

## Schwerpunktprüfungen
Mehrmals pro Jahr finden sogenannte „Schwerpunktprüfungen“ statt. Ziel dieser Prüfungen ist neben präventiven Aspekten, wie im gesamten Bereich der FKS, u. a. die Aufdeckung von illegaler Beschäftigung und Schwarzarbeit. Die Prüfaktionen finden nicht nur bundesweit, sondern je nach Risikobewertung auch regional oder bundeslandbezogen statt.

## Statistik
Zum 1. Januar 2004 intensivierte der Gesetzgeber die Bekämpfung illegaler Beschäftigung durch das Schwarzarbeitsbekämpfungsgesetz und die Änderung des § 266a Strafgesetzbuch, welcher den Tatbestand des Vorenthalten und Veruntreuen von Arbeitsentgelt von Arbeitnehmeranteilen und Arbeitgeberanteilen zur Sozialversicherung unter Strafe stellt. Ferner wurde durch die Bündelung der Zuständigkeiten (bis zum 31. Dezember 2003 lagen sie bei den Arbeitsmarktinspektionen (AMI) der Bundesagentur für Arbeit und dem Zoll) dem deutschen Zoll mehr Personal zur Verfügung gestellt. Unter Berücksichtigung dieser Aspekte ist auch der enorme Anstieg der Prüfungen ab dem Jahre Statistikjahr 2004 zu erklären, denn die Zahlen der Arbeitsmarktinspektionen bei der Bundesanstalt für Arbeit finden keine Berücksichtigung und sind auch nicht mehr zu ermitteln.
Statistische Daten zur Bekämpfung der Schwarzarbeit und der illegalen Beschäftigung
|                                                                        | 2000   | 2001    | 2002   | 2003   | 2004    | 2006    | 2007    | 2008    | 2009    | 2010    | 2011    | 2012    | 2013    | 2014    | 2015    | 2016    | 2017    | 2018    | 2019    | 2020    | 2021    | 2022    | 2023   | 2024   |
| Personenüberprüfung an der Arbeitsstelle                               | 92.000 | 109.000 | 77.380 | 79.269 | 264.500 | 423.175 | 477.035 | 481.996 | 472.542 | 510.425 | 524.015 | 543.120 | 523.340 | 512.763 | 360.345 |         |         |         |         |         |         |         |        |        |
| Prüfung von Arbeitgebern                                               | 35.000 | 18.500  | 26.026 | 32.572 | 104.965 | 83.258  | 62.256  | 46.058  | 51.600  | 65.756  | 67.680  | 65.955  | 64.001  | 63.014  | 43.637  | 40.374  | 52.209  | 53.491  | 54.733  | 44.702  | 48.064  | 53.182  | 42.631 | 25.274 |
| Abschluss von Ermittlungsverfahren wegen Straftaten                    | 7.700  | 9.200   | 8.739  | 9.837  | 56.900  | 91.820  | 117.441 | 106.960 | 104.003 | 115.980 | 112.474 | 105.680 | 94.962  | 100.763 | 104.778 | 107.080 | 107.941 | 108.807 | 115.958 | 106.565 | 112.836 | 109.053 | 95.920 | 90.810 |
| Abschluss von Ermittlungsverfahren wegen Ordnungswidrigkeiten          | 3.300  | 2.800   | 1.734  | 1.233  | 49.926  | 54.087  | 72.969  | 63.274  | 61.531  | 70.146  | 76.367  | 62.175  | 53.993  | 53.007  | 47.280  | 45.783  | 48.828  | 52.579  | 57.248  | 52.173  | 40.462  | 38.786  | 39.915 | 46.475 |
| – in Mio. € –                                                          |        |         |        |        |         |         |         |         |         |         |         |         |         |         |         |         |         |         |         |         |         |         |        |        |
| Summe der Bußgelder                                                    | 8,0    | 10,3    | 5,3    | 5,1    | 32,8    | 46,4    | 51,9    | 56,7    | 55,3    | 44,0    | 45,2    | 41,3    | 44,7    | 46,7    | 43,4    | 48,7    | 64,4    | 49,3    | 57,4    | 46,4    | 35,5    | 32,0    | 96,1   | 50,6   |
| Wert der zur Vermögensabschöpfung gesicherten Vermögensgegenstände     | 9,6    | 21,3    | 21,6   | 34,0   | 43,1    |         |         |         |         |         |         |         |         |         |         |         |         |         |         |         |         |         |        |        |
| Schadenssumme im Rahmen der straf- und bußgeldrechtlichen Ermittlungen | 124,0  | 179,7   | 191,2  | 348,1  | 475,6   | 603,6   | 561,8   | 549,7   | 624,6   | 710,5   | 660,5   | 751,9   | 777,1   | 795,4   | 818,5   | 812,7   | 967,3   | 834,8   | 755,4   | 816,5   | 789,7   | 686,4   | 614,6  | 766,1  |
| Summe der Geldstrafen (einschließlich Wertersatz)                      | 2,2    | 2,5     | 2,9    | 3,6    | 8,9     | 19,8    | 25,4    | 33,9    | 33,7    | 29,8    | 30,6    | 27,2    | 26,1    | 28,2    | 28,8    | 34,1    | 31,6    | 33,4    | 36,6    | 29,8    | 34,4    | 37,7    | 30,5   | 30,4   |
| – in Jahren –                                                          |        |         |        |        |         |         |         |         |         |         |         |         |         |         |         |         |         |         |         |         |         |         |        |        |
| Summe der erwirkten Freiheitsstrafen                                   | 96     | 200     | 227    | 305    | 472     | 1.123   | 1.398   | 1.556   | 1.813   | 1.981   | 2.110   | 2.082   | 1.927   | 1.917   | 1.789   | 1.731   | 1.648   | 1.715   | 1.891   | 1.827   | 1.624   | 1.383   | 987    | 1.277  |

Bundesweite Kontrollen der Zollbeamten und -angestellten, wie beispielsweise in Spielhallen, auf Großbaustellen, im Güterkraftverkehr, bei Kurier-, Express und Paketdiensten, in Betrieben des Garten- und Landschaftsbaus sowie auf Weihnachtsmärkten und bei Unternehmen des Taxigewerbes, ergaben bei durchschnittlich jeder sechsten Kontrolle Hinweise auf Schwarzarbeit oder illegale Beschäftigung.